# Roots (musikalbum)
Roots är ett album av det brasilianska metalbandet Sepultura som ursprungligen släpptes 1996. Det var det sista albumet av gruppen med sångaren Max Cavalera.

## Låtlista
1. "Roots Bloody Roots" - 3:33
2. "Attitude" - 4:15
3. "Cut-Throat" - 2:45
4. "Ratamahatta" - 4:31
5. "Breed Apart" - 4:01
6. "Straighthate" - 5:22
7. "Spit" - 2:46
8. "Lookaway" - 5:26
9. "Dusted" - 4:04
10. "Born Stubborn" - 4:08
11. "Jasco" - 1:58
12. "Itsári" - 4:49
13. "Ambush" - 4:39
14. "Endangered Species" - 5:19
15. "Dictatorshit" - 1:27
16. "Canyon Jam" - 13:17

## Medverkande
Sepultura
- Max Cavalera - sång, elgitarr, akustisk gitarr, berimbau, slagverk
- Andreas Kisser - elgitarr, sitar, sång på "Straighthate", akustisk gitarr, slagverk
- Igor Cavalera - trummor, djembe och andra slagverk
- Paulo Jr. - elbas, slagverk

Gästmusiker
- Carlinhos Brown - sång på "Ratamahatta", diverse instrument
- Jonathan Davis - sång på "Lookaway"
- Mike Patton - sång på "Lookaway"
- David Silveria - slagverk på "Ratamahatta"
- Ross Robinson - slagverk på "Ratamahatta"